# Larry Fitzgerald
Larry Darnell Fitzgerald Jr. (født 31. august 1983 i Minneapolis, Minnesota, USA) er en amerikansk footballspiller, der spiller i NFL som wide receiver for Arizona Cardinals. Han har spillet for klubben lige siden han kom ind i ligaen i 2004. 
Fitzgerald er otte gange blevet valgt til Pro Bowl, NFL's All-Star kamp.